# Aeroportul Lic. y Gen. Ignacio López Rayón
Aeroportul Lic. y Gen. Ignacio López Rayón (IATA: UPN, ICAO: MMPN) este un aeroport din Michoacán, Mexic ce deservește zona Uruapan⁠(d). Aeroportul a fost tranzitat în 2023 de 173.005 pasageri. A fost numit după Ignacio López Rayón⁠(d).
Situat la o altitudine de 1.603 m, aeroportul dispune de o singură pistă. Este operat de Aeropuertos y Servicios Auxiliares⁠(d).